# 大蛇山 (祭り)
大蛇山（だいじゃやま）は、主に福岡県大牟田市を中心に広く行われる祭礼。また、その祭礼に使われる山車の名称である。

## 概要
福岡県大牟田市・柳川市・みやま市及び熊本県玉名郡南関町で行われる。
また、雑な囃子をはじめ爆竹を鳴らしたり、花火・煙幕等を撒き散らしたりと、いわゆる「どんちゃん騒ぎ」のようにも見えることから「ヤクザ祭り」という別称も付いた。
大蛇山は、大蛇を模した製作物を飾り付けた山車に人が乗り、太鼓、半鐘などの楽（祭囃子）と共に街中を練り歩く。大蛇の頭・尾を左右、あるいは上下に振り、花火・煙幕を取り付けて、火を吹いているように見せるところが特徴である。
複数の大蛇山が向き合う競演は、数分間のうちに大量の花火・煙幕が使われ、大きな見所の一つになっている。また、地域によっては踊り山車や大名行列なども繰り出し、まつりを演出している。
大蛇は昔からの手法を受け継ぎながら、まつり当日までの数ヶ月間、毎年手作業で和紙・竹・藁などを組み合わせて頭・胴体・尾をご神体として作成し、山車に飾りつけられる。
子供を大きく開いた大蛇の口内へ掲げるかませという儀式があり、かませを受けると子供たちは無病息災のご利益があるとされている。
まつりが終わる夜は、氏子や子供たちによって大蛇の頭・胴体・尾を崩す山崩しが行われて、フィナーレを迎える。崩した大蛇の部位は、持ち帰って軒先に飾ることで家内安全・無病息災の縁起物としてご利益があるとされている。

## 歴史
大蛇山がいつ頃始まったかについては諸説あるが、三池新町の新町祇園社（現在の彌劔神社）が1640年（寛永16年）に勧請された記録が残っており、この頃から祇園祭が始まったと推測されている。その祇園祭と古くから三池地区にあった龍神信仰が融合して、現在の大蛇山の原型ができたと伝えられており、350年以上の歴史があると考えられる。
特に柳川藩・三池藩を中心に分布する地域的特徴があり、地区内を巡行するなど祇園会（祇園祭）の形をよく残していて、柳川立花家、三池立花家と祇園信仰との関わりを考える上でも重要などの判断から、三池地区における祭礼行事「三池の大蛇山」として2010年4月14日、大牟田市無形民俗文化財に指定された。
この祇園祭は、素盞嗚尊（スサノオノミコト）と奇稲田姫（クシイナダヒメ）を祀る神社の祭礼である。なお、奇稲田姫を大蛇山の祭神として大牟田の祇園で祀っているのは、第二区祇園が属する大牟田神社のみである。
三池本町祇園宮･三池藩大蛇山三池新町彌剣神社･本宮彌劔神社･諏訪神社･大牟田神社第二区祇園はスサノオノミコトを祀ってある。
2020年（令和2年）および2021年（令和3年）は、新型コロナウイルス感染症の影響により祭事は中止。2022年（令和4年）は規模を縮小して再開した。
2025年（令和7年）は、三井化学大牟田工場から塩素系ガスが流出した影響により祭事は中止された。

## 祇園六山
大牟田市街の祇園社に奉納される6つの大蛇山を祇園六山（ぎおんろくざん）といい、他の大蛇山に比べ歴史も長く、厳格な神事として行われる。祇園六山以外の商店街組合や青年会、愛好会などで製作された大蛇山を地域山（ちいきやま）と呼ぶ。地域山の歴史は祇園六山に比べ歴史が浅く、昭和50年以降にまちの活性化や青少年健全育成に寄与するため大牟田市内各地に地域山がつくられた。平成に入ってからも複数の地域山がつくられた。近年（令和6年現在）では、Instagramなどで募集をかけている大蛇山もある。
また、地域山での祇園守紋の使用は控えるようにと祇園六山振興会からお触れが出ている。そのため、昔は祇園守紋を使用していた地域山も現在は別の紋に変更している。
- 三池本町祇園宮（三池祇園）

雲龍の彫刻の山車（御前山）が特徴的な三池本町の御前山は、島原の乱の軍功のご祝儀として旧柳河藩から贈られたと伝えられ、歴史の重みを感じさせる重厚な造りで、豪華絢爛である。 囃子（楽）は上り楽と下り楽があり出兵時の軍樂だったと云われている。 大蛇の顔は黒、緑、朱の3色で塗られ、こぶが3つあるのが特徴。雄の大蛇である。
- 三池藩大蛇山三池新町彌剣神社（三池祇園）

昇天龍や金の蹄を持った謎の動物など見事な彫刻が施された山車と意匠を凝らした大蛇が特徴。三池藩主から下賜されたこの山車は、御前山の愛称で親しまれており、古くは1674年（延宝2年）に、現在使用中の山車は1852年（嘉永5年）に賜ったと伝えられる。 大蛇の顔はこぶが1つで緑を基調とした配色が特徴。三池本町山に対してこちらの大蛇は雌である。
- 本宮彌劔神社（大牟田祇園）

彌劔神社は現在の京都八坂神社に氏子衆が直接訪ねて分祀された神社。大牟田祇園･諏訪祇園の本宮でもある。祭りは当初、旧暦6月13日・14日に五穀豊穰、疫病、火災、洪水、旱魃、魔除けとしてはじめられた。大牟田祇園での大蛇山と、囃子「じゃじゃりこじゃん」の発祥である。
- 諏訪神社（諏訪祇園）

諏訪山の大蛇は、荒々しさを特徴とした男大蛇と呼ばれ、首を大きく左右に振りながら練り歩く。諏訪神社の境内に本宮彌劔神社より分祠された八剣神社がある。 数年に一度(最近では平成29年、大牟田市政100周年を記念して)白色の大蛇を製作している。
- 大牟田神社第二区祇園（大牟田祇園）

古くは銀座住吉山と呼ばれる大牟田神社第二区祇園山は、宝珠を大蛇の口の中に持つのが特徴。これまで大阪御堂筋パレードや博多どんたくなどに山車を出場させた山である。古来よりの黒・朱・青緑の三色にこだわって平成10年から大蛇を自主製作している。山車の後方を囃子に合わせて踊る女神輿を初めて取り入れた山である。
- 第三区祇園八劔神社（大牟田祇園）

本宮彌劔神社より分祠された。大蛇山は昭和初期からはじめられ、第三区祇園の名で呼ばれている。大蛇の製作は昭和57年から自主製作されている。三池新町山から伝授された技術、製法に新しい技術を加えながら研鑽を重ねており、緑の配色が基調。 平成3年から区切りの年に（最近では令和4年)金色を基調とした大蛇を製作している。

## 各地の大蛇山

### 祇園六山
- 三池本町祇園宮
- 三池藩大蛇山三池新町彌剣神社
- 本宮彌劔神社
- 諏訪神社
- 大牟田神社第二区祇園
- 第三区祇園八劔神社

### 地域山
- 県堺大蛇山
- 船津翔龍會
- 明治泰龍會
- 吉野睦會
- 手鎌大蛇玄武會
- 上官大蛇上龍會
- 金龍会下里山
- 勝立大蛇山
- 栄町龍榮會
- 新栄町龍山會
- 通町大蛇山龍神會
- 童龍会大蛇山
- 旭栄会子供大蛇山

### その他の大蛇山
- 中島祇園祭り（柳川市）
- 江浦町祇園祭（みやま市）
- 渡瀬祇園祭（みやま市）
- 南関祇園（熊本県玉名郡）

## かませ
大蛇の口に子供を入れて無病息災を願う事を「かませ」と呼ぶ。本来、祇園六山にのみ伝わる神事であったため、祇園六山以外の大蛇山は同様の行為を「健康祈願」等と称して行っている。